# Massimo Laura
Massimo Laura (Sanremo, 1957) è un chitarrista italiano.
Dal 1980 suona presso il Teatro alla Scala di Milano.

## Biografia
Massimo Laura nasce a Sanremo nel 1957 ed inizia a suonare la chitarra all'età di nove anni. Nel corso della sua formazione ha avuto come maestri Dino Ghersi, Carlo Ghersi, Ruggero Chiesa e Oscar Ghiglia.

### Concorsi
Tra gli anni 1986 e 1988 Massimo Laura ha partecipato a sei concorsi internazionali di chitarra, vincendo in ognuno il primo premio. Tra i più prestigiosi vi sono Alessandria (1986), Milano (1987) e Tàrrega a Benicasim, Spagna (1988).

### Attività concertistica
Il suo repertorio spazia dall'Ottocento al Novecento, ed ha suonato con diverse orchestre. Di particolare rilievo è il Primo Concerto di Mauro Giuliani con la Camerata Academica del Mozarteum di Salisburgo diretta da Sándor Végh. Ha inoltre suonato come solista con le orchestre sinfoniche di Basilea, Nazionale del Cile, Sanremo, Filarmonica Betica di Siviglia e Tokyo (con cui ha suonato il Concierto de Aranjuez).
Dal 1980 è il chitarrista ufficiale del Teatro alla Scala di Milano.

### Attività didattica
Massimo Laura attualmente insegna al Conservatorio di Como ed al Conservatorio della Svizzera Italiana di Lugano, nella classe di perfezionamento.

## Discografia
Massimo Laura ha pubblicato due album, Giochi e Carillon.

### Giochi

#### Tracce
1. Recuerdos de la Alhambra (F.Tarrega)
2. Asturias (I.Albeniz)
3. Capricho Árabe (F.Tarrega)
4. Giochi Proibiti (anonimo)
5. El Abejorro (E.Pujol)
6. El testament d'Amelia (M.Llobet)
7. Tango F.Tarrega)
8. Las abejas (A.Barrios-Mangorè)
9. Preludio n°1 (H.Villa-Lobos)
10. Cantico y Galeron (V.E.Sojo)
11. Andantino (A.Cano)
12. Rosita (polka)  F.Tarrega)
13. Feste lariane (L.Mozzani)
14. El noy de la mare (M.Llobet)
15. Tango en Skaï (R.Dyens)
16. Chôros n°1 (A.York)
17. Nevicata (B.Terzi)
18. Gran Jota de concierto (F.Tarrega)

### Carillon

#### Tracce
1. La Campanella (N.Paganini - B.Terzi)
2. Celebre Serenata, Op.11 (F.Schubert)
3. Preghiera, Op.20 (G.Rossini)
4. Sera di Maggio, Op.2 (B.Terzi)
5. Danza dei nani (B.Terzi)
6. Berceuse, Op.48 n°2 (B.Terzi)
7. Imitando l'arpa, Op.36 (B.Terzi)
8. Nostalgie, Op.1 (B.Terzi)
9. Ninna nanna, Op.30 n°2 (B.Terzi)
10. Melanconie autunnali, Op.4 (B.Terzi)
11. Sorriso di bimba (B.Terzi)
12. Serenata, Op.34 (B.Terzi)
13. Toccata (B.Terzi)
14. Appassionata (B.Terzi)
15. Minuetto, Op.24 n°1 (B.Terzi)
16. Elegia (B.Terzi)
17. Nevicata, Op.29 (B.Terzi)
18. Trillo - Tremolo (B.Terzi)
19. Carillon (B.Terzi)